# Lokomotiva ČS200
ČS200 (rusky ЧС200 jako československá) je rychlíková dvojdílná elektrická lokomotiva vyráběná v letech 1974 a 1979 v Československu ve Škodě (tovární typ 66E) pro export do Sovětského svazu a pro provoz rychlíků na prominentní trati Moskva–Petrohrad při cestovní rychlosti 200 km/h. Při testování v roce 2007 lokomotiva dosáhla maximální rychlosti 262 km/h, čímž se stala nejrychlejší lokomotivou vyrobenou v Československu.
V roce 1974 byly vyrobeny dva prototypy, v roce 1979 pak 10 sériových kusů s upraveným designem. Lokomotiva byla nasazena při příležitosti konaní LOH 1980 v Moskvě. Koncem 90. let 20. století byly lokomotivy ve Škodě Plzeň zmodernizovány.
Na konci května roku 2024 došlo ke stažení poslední provozní lokomotivy z provozu.

## Galerie

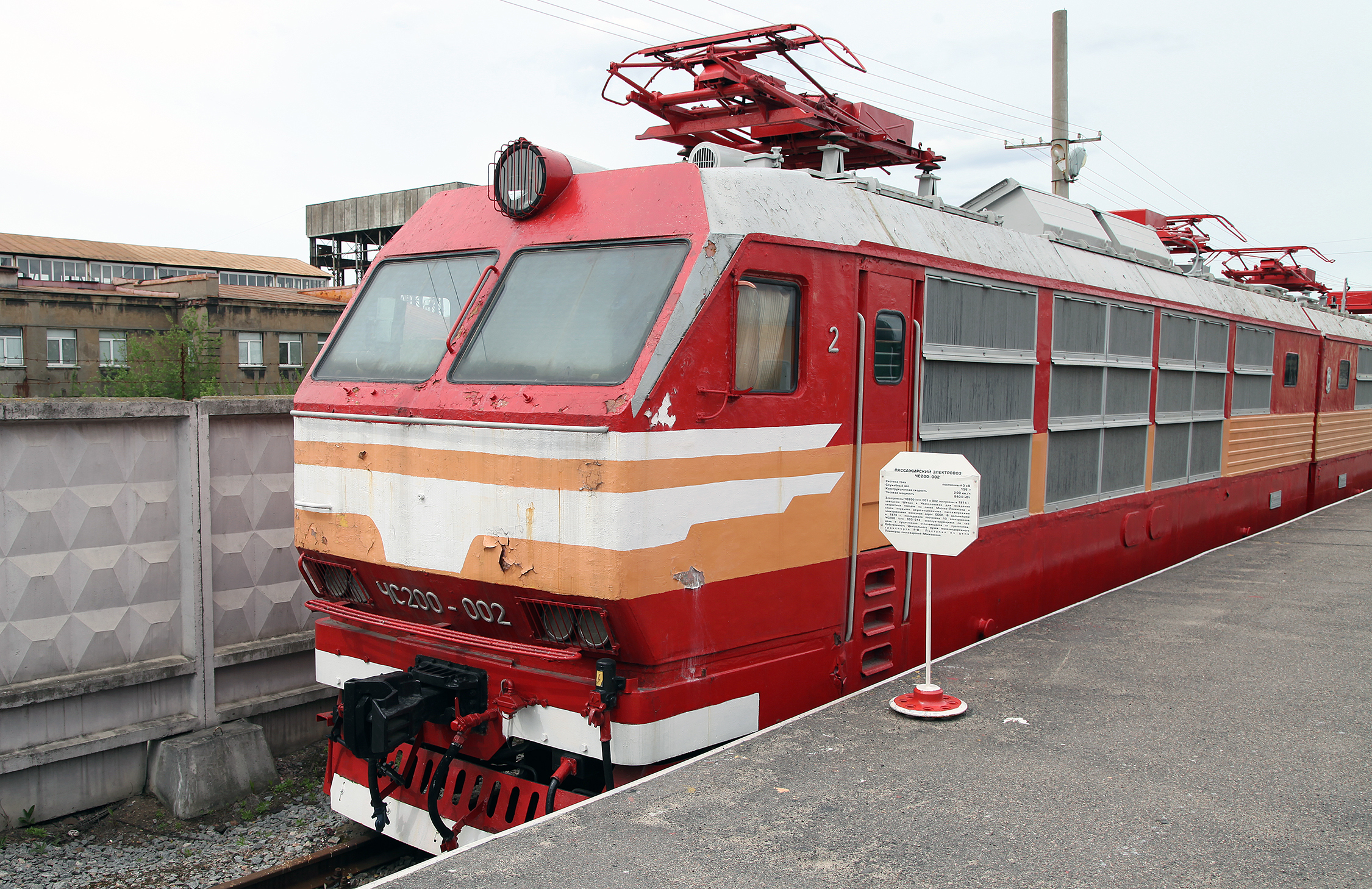
Prototypová lokomotiva ČS200-002
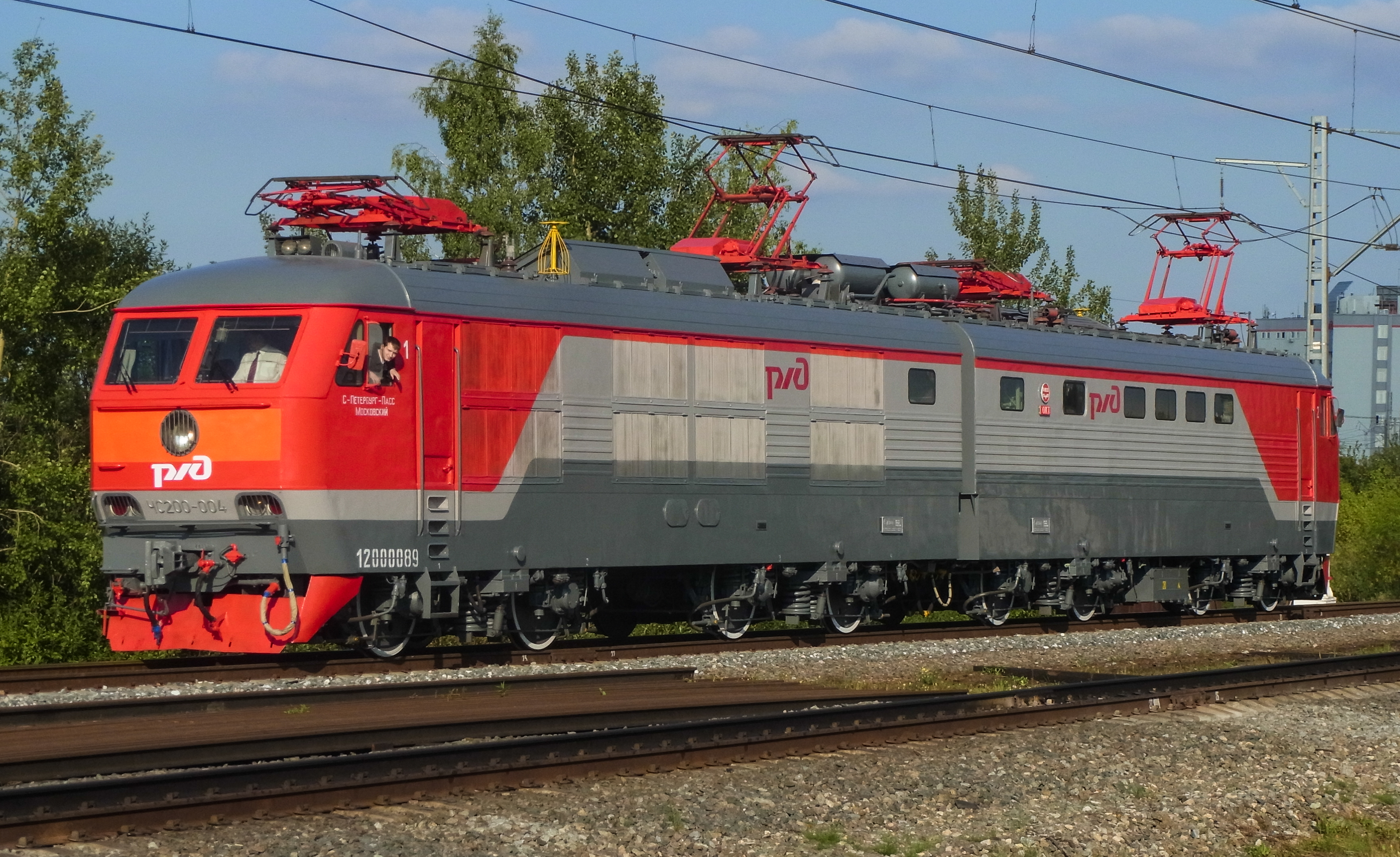
Lokomotiva ČS200-004
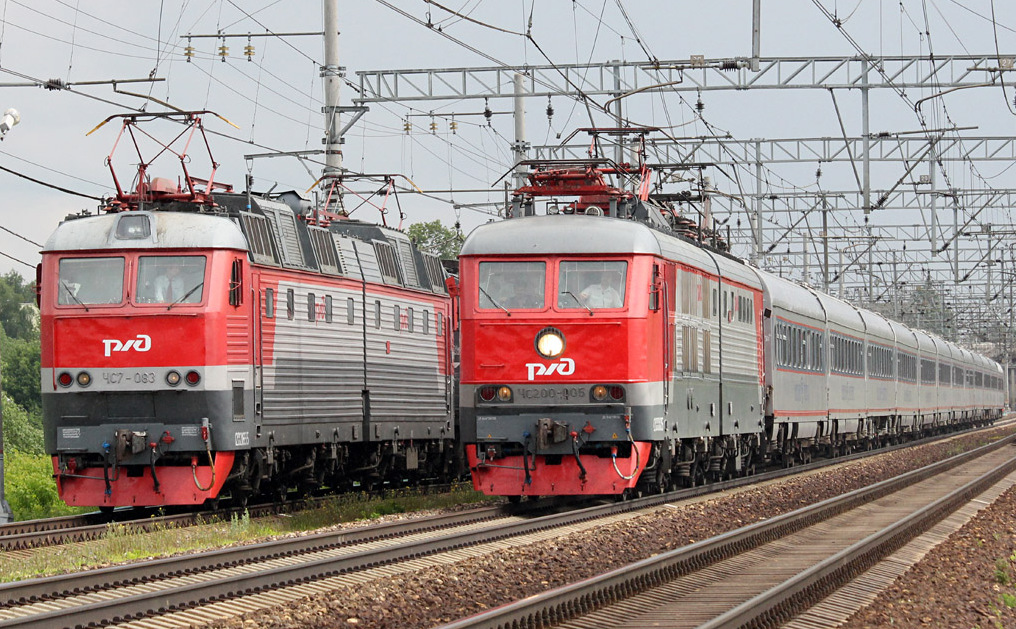
Dvojice vlaků tažených dvojdílnými lokomotivami ČS7-083 (vlevo) a ČS200-005